# Karl von Jan
Karl von Jan, född 22 maj 1836 i Schweinfurt, död 3 september 1899 i Adelboden, var en tysk musikhistoriker.
Jan var lärare vid flera tyska skolor, från 1883 professor vid lyceet i Strassburg. Han skrev värdefulla arbeten om antikens musik och behandlade särskilt de grekiska stränginstrumenten. Jan utgav 1895 en kritisk upplaga av de grekiska musikskriftställarna.

## Fotnoter
1. 1 2  Gemeinsame Normdatei, läst: 26 april 2014.[källa från Wikidata]
2. ↑  Gemeinsame Normdatei, läst: 11 december 2014.[källa från Wikidata]